# Metzinger Betriebskrankenkasse
Die Metzinger Betriebskrankenkasse (Metzinger BKK) war eine deutsche Betriebskrankenkasse der gesetzlichen Krankenversicherung mit Sitz in Metzingen. Sie war zuletzt für in Baden-Württemberg und Thüringen wohnende oder arbeitende Personen geöffnet und eine rechtsfähige Körperschaft des öffentlichen Rechts in Selbstverwaltung.

## Geschichte

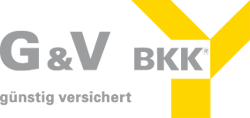
Logo bis Februar 2014

Die Gaenslen & Völter Betriebskrankenkasse (G&V BKK) wurde am 1. Dezember 1884 als geschlossene Betriebskrankenkasse von Gaenslen & Völter gegründet, einem 1883 in Metzingen von Heinrich Gaenslen und Christian Völter als Hersteller für Polsterstoffe, technische Gewebe und Streichgarntuche gegründeten Familienunternehmen. Die Betriebskrankenkasse war von Beginn an Mitglied im heutigen Landesverband der Betriebskrankenkassen Süd.
Die Krankenkasse versicherte bis Februar 2009 nur Beschäftigte der Gaenslen & Völter GmbH + Co KG, seit März 2009 steht die Krankenkasse Versicherten in Baden-Württemberg, seit 2018 auch in Thüringen offen. Am 1. März 2014 erfolgte aufgrund des laufenden Insolvenzverfahrens der Gaenslen & Völter GmbH + Co KG die Umbenennung in Metzinger Betriebskrankenkasse. Zum 1. Januar 2018 wurde die Betriebskrankenkasse MEM Meuselwitz integriert und deren Standort Meuselwitz weitergeführt. Am 14. August 2018 genehmigte das Bundeskartellamt die Eingliederung in die MHplus Betriebskrankenkasse zum 1. Januar 2019. Grund für die Fusion war die Rückkehr zur paritätischen Finanzierung der Krankenkassenbeiträge ab 2019, die den Fokus weg vom Zusatzbeitrag hin zu den Leistungen verschieben würde.

## Beitragssätze
Seit 1. Januar 2009 werden die Beitragssätze vom Gesetzgeber einheitlich vorgegeben. Die Gaenslen & Völter Betriebskrankenkasse erhob nie den einkommensunabhängigen kassenindividuellen Zusatzbeitrag und zahlte stattdessen eine einkommensunabhängige Prämie aus, vom 1. Oktober 2009 bis 31. Dezember 2012 jährlich 72 Euro, 2013 und 2014 jährlich 120 Euro. 2017 erhob sie einen Zusatzbeitrag in Höhe von 0,3 Prozent des beitragspflichtigen Einkommens. In den Jahren 2015, 2016 und 2018 erhob die Metzinger Betriebskrankenkasse keinen einkommensabhängigen Zusatzbeitrag.

## Entwicklung der Versichertenzahlen
| Jahr | Versichertenzahl |
| ---- | ---------------- |
| 2013 | 1.973            |
| 2014 | 1.943            |
| 2015 | 8.062            |
| 2016 | 21.801           |
| 2017 | 27.739           |
| 2018 | 31.957           |